# Teratosphaeria macowanii
Teratosphaeria macowanii är en svampart som först beskrevs av Pier Andrea Saccardo, och fick sitt nu gällande namn av Crous 2009. Teratosphaeria macowanii ingår i släktet Teratosphaeria och familjen Teratosphaeriaceae.   Inga underarter finns listade i Catalogue of Life.